# Administrátor podobojí
Administrátor podobojí byl kališnickými stavy volený představitel utrakvistické církve v Čechách v době, kdy římská kurie odmítala dosadit na pražský stolec arcibiskupa. První administrátor de facto vykonával úřad již po smrti pražského arcibiskupa Konráda z Vechty, aniž by jeho působení bylo stvrzeno volbou. Další již byli voleni od roku 1471, tj. bezprostředně po smrti zvoleného arcibiskupa Jana Rokycany. Na Moravu administrátorova pravomoc zasahovala jen omezeně, protože zde utrakvističtí duchovní podléhali v mnohem větší míře světským vrchnostem a z hlediska církevního práva olomouckému biskupovi. Administrátorovi sloužil pomocný správní úřad, nazývaný dolní konzistoř.